# Bractwo Rycerskie Matki Bożej Królowej Pokoju w Szczytnej
Bractwo Rycerskie Matki Bożej Królowej Pokoju w Szczytnej – stowarzyszenie katolickie z siedzibą w Szczytnej na ziemi kłodzkiej, założone w 2006 roku.

## Cele statutowe
Celem Bractwa jest, poprzez odwoływanie się do szlachetnych ideałów rycerstwa i społecznej nauki Kościoła, wzmacnianie więzi rodzinnych członków oraz służba społeczności lokalnej dla dobra ojczyzny i Kościoła. Innymi celami statutowymi są: umacnianie w wierze i szerzenie kultu Matki Bożej Królowej Pokoju na Szczytniku.
Stowarzyszenie realizuje swoje cele przez:
- organizowanie spotkań z ludźmi nauki, kultury i kościoła, spotkań i uroczystości modlitewnych
- organizację imprez kulturalno-turystycznych, wycieczek i pielgrzymek do miejsc kultu religijnego,
- prowadzenie działalności charytatywnej,
- udział w inicjatywach promujących gminę oraz materialną troskę o zabytki na terenie Szczytnej i gminy[1].

## Władze Bractwa
I Rycerz – Mieczysław Gunia, II Rycerz – Mirosława Chaczko-Włośniewska, kanclerz – Kazimierz Woroniecki, podskarbi – Romana Cisowska, kustosz – Stanisław Parkosz.